# Reliqua sacramenti
Reliqua sacramenti (lat.; wörtlich „Überbleibsel des Sakraments“) ist ein theologischer Fachausdruck für Hostien, die in der Eucharistiefeier konsekriert, aber nicht bei der Kommunion oder beim Abendmahl gereicht wurden. Der unterschiedliche Umgang mit den Reliqua sacramenti in den verschiedenen Konfessionen ist kennzeichnend für die jeweilige Lehre über die Eucharistie. Er ist auch wiederkehrend Gegenstand ökumenischer Gespräche und Veröffentlichungen zur Eucharistie.

## Orthodoxe Kirchen

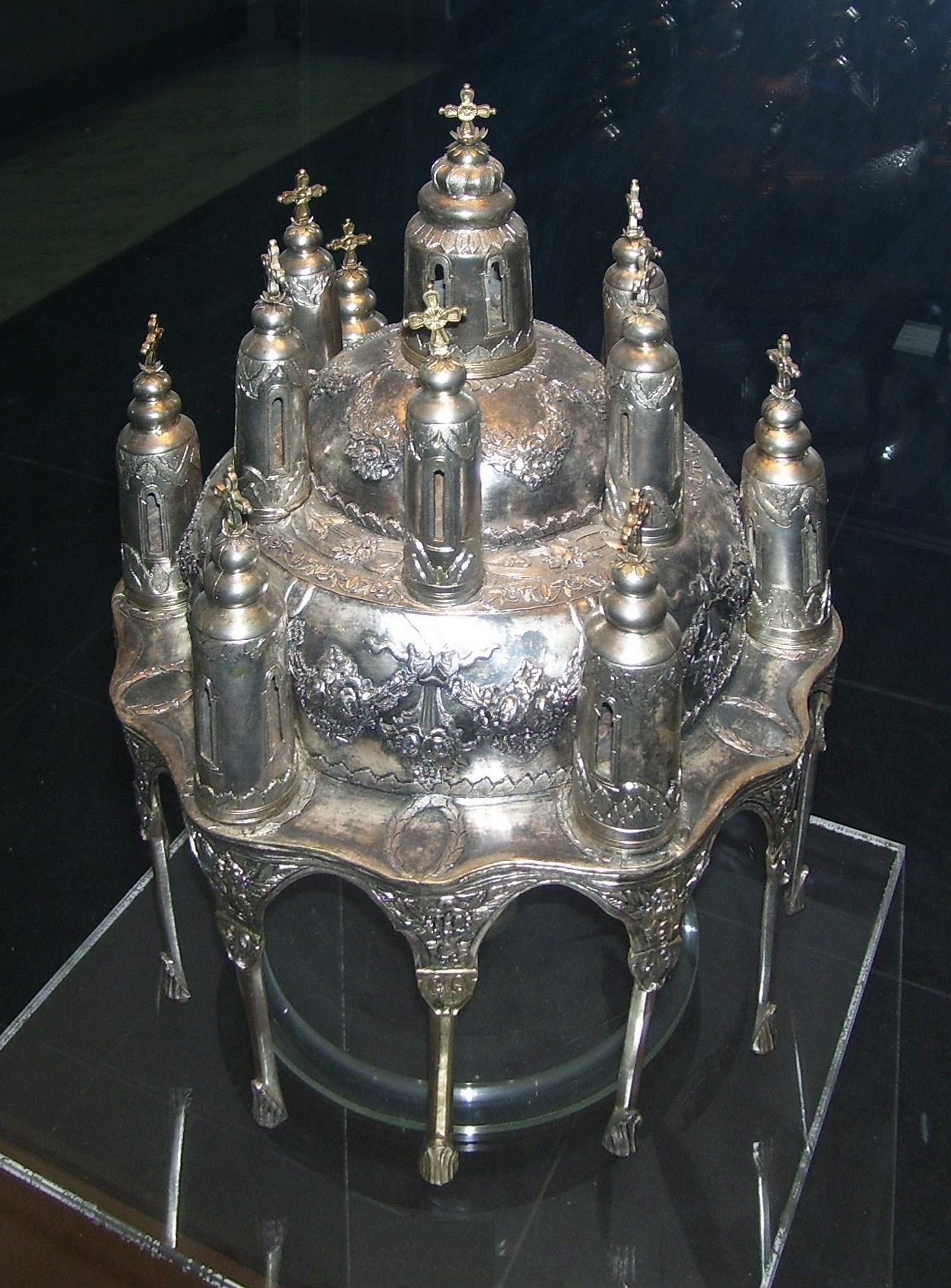
Orthodoxes Artophorion (Griechenland, 18. Jahrhundert)

In den orthodoxen Kirchen werden die übriggebliebenen Mahlgestalten nach der Göttlichen Liturgie vom Priester und dem Diakon verzehrt. Auf dem Altar verbleibt jedoch ein Brotgefäß (Artophorion), meist aus Edelmetall und in der Form eines Kirchenzentralbaus, mit Teilen des eucharistischen Brotes für die Krankenkommunion und die Liturgie der vorgeweihten Gaben.

## Römisch-katholische Kirche

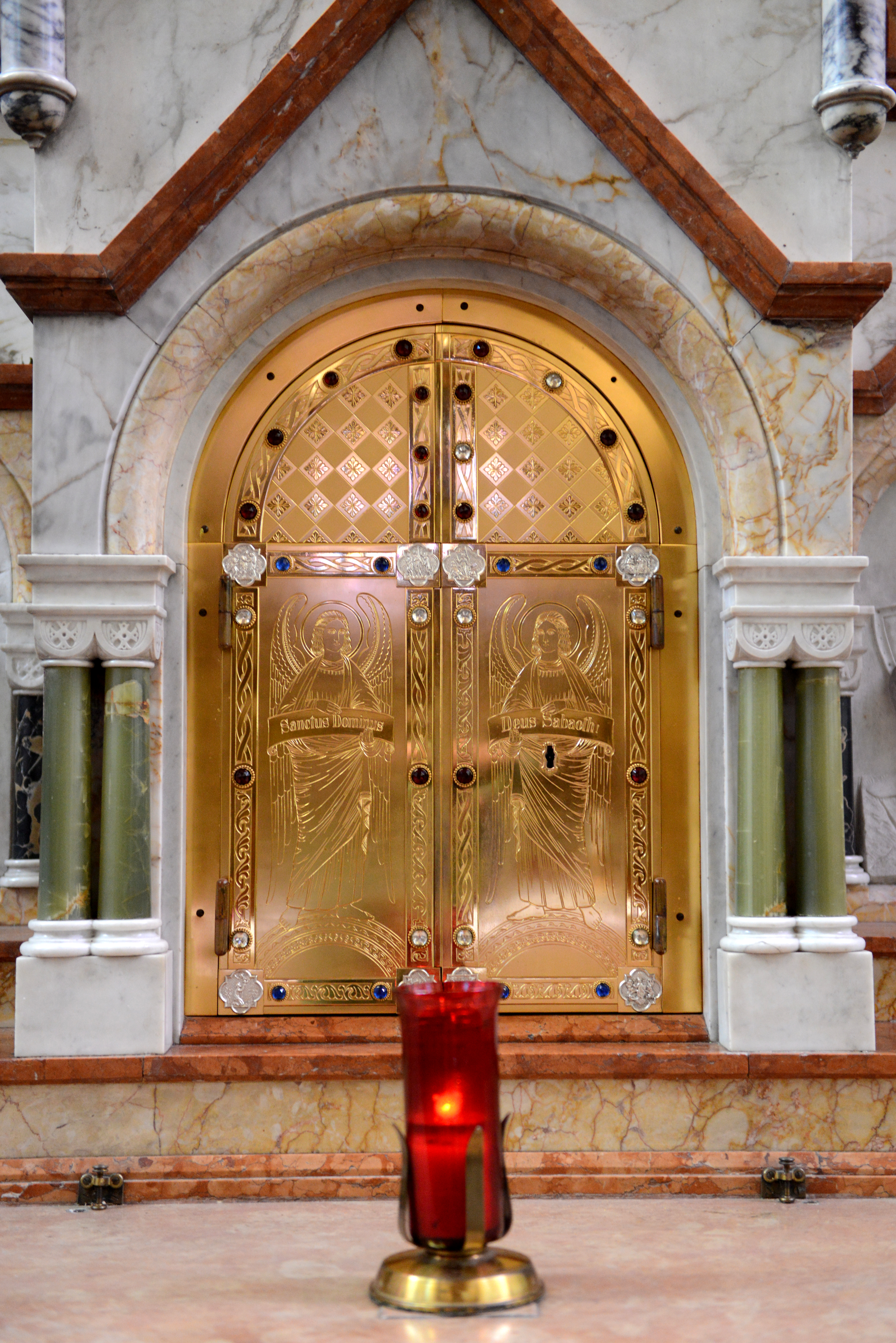
Tabernakel mit ewigem Licht am Hochaltar der Kirche von Beeteburg

Für die lateinische Kirche sind Aufbewahrung und Verehrung der Eucharistie im Codex Iuris Canonici (cann. 934–944) detailliert geregelt. Aufbewahrungsort des Allerheiligsten ist der Tabernakel, bei dem das ewige Licht brennt. Als Gefäß für die Brotsgestalt dient in der Regel ein Ziborium. Der restliche Inhalt des Kelches wird vom Priester oder Diakon sowie gegebenenfalls weiteren Kommunikanten in der heiligen Messe spätestens nach der Spendung der Kommunion bei der Purifikation des Kelches getrunken.

## Evangelische Kirchen
In den meisten evangelischen Kirchen gibt es für den Umgang mit den Reliqua sacramenti keine bindenden Vorschriften. Empfohlen wird der Verzehr aller Hostien und das Leeren des Kelches während des Abendmahlsgottesdienstes oder im Anschluss daran. Verbreitet ist jedoch auch die Wiederverwendung übriggebliebener Hostien in einer folgenden Abendmahlsfeier – empfohlen wird in diesem Fall ein separates Gefäß zur Aufbewahrung – und das Entleeren des restlichen Kelchinhalts in einen Ausguss, möglichst eine ausschließlich diesem Zweck dienende Öffnung in der Nähe des Altars. Die Verwendung konsekrierter Mahlgestalten für die Krankenkommunion ist nicht grundsätzlich ausgeschlossen, üblich ist jedoch die Abendmahlsfeier am Krankenbett.